# Усюди жевріють пожежі (мінісеріал)
Усю́ди же́вріють поже́жі (англ. Little Fires Everywhere) — американський драматичний мінісеріал, заснований на однойменному романі Селесте Інґ. Прем'єра відбулася на сервісі Hulu 18 березня 2020 року.

## Сюжет
Елена Річардсон — багата і впливова жінка, любляча мати і дружина, що проживає в маленькому містечку Шейкер-Гайтс. Її життя, на перший погляд, ідеальне. Але все кардинально змінюється, коли в місто переїжджає художниця Мія Воррен. Жінки різного соціального положення знаходять точки дотику і це призводить до низки жахливих подій.

## Акторський склад

### У головних ролях
| Актор           | Роль            |
| --------------- | --------------- |
| Різ Візерспун   | Елена Річардсон |
| Керрі Вашингтон | Міа Воррен      |
| Розмарі Девітт  | Лінда Маккалоу  |
| Джошуа Джексон  | Білл Річардсон  |
| Джейд Петтіджон | Лексі Річардсон |
| Джордан Ельзасс | Тріп Річардсон  |
| Гевін Льюїс     | Муді Річардсон  |
| Меган Стотт     | Іззі Річардсон  |
| Лексі Андервуд  | Перл Воррен     |

### У другорядних ролях
| Актор             | Роль                         |
| ----------------- | ---------------------------- |
| Пол Йен           | Скотт                        |
| Хуан Лу           | Бібі Чоу                     |
| Джофф Стульц      | Марк Маккалоу, чоловік Лінди |
| Джеймі Рей Ньюман | Елізабет                     |
| Обба Бабатунде    | Джордж Райт                  |
| Джессі Вільямс    | Джо Райан                    |
| Брітт Робертсон   | Рейчел                       |
| Остін Бесіс       | Пітер                        |
| Байрон Манн       | Ед Лан                       |

### Запрошені актори
| Актор          | Роль              |
| -------------- | ----------------- |
| АннаСофія Робб | Елена в молодості |
| Тіффані Бун    | Міа в молодості   |
| Алона Тал      | Лінда в молодості |
| Метт Барнс     | Білл в молодості  |
| Енді Фавро     | Марк молодості    |
| Люк Брейсі     | Джеймс Каплан     |

## Виробництво

### Розробка
Книгу відкрили Різ Візерспун та Лорен Нойштадтер до її публікації. Потім Візерспун принесла книгу до Керрі Вашингтон, і вони разом пішли до Ліз Тігелаар, щоб адаптувати та представити роман як обмежену серію. Проект розпочав свій розвиток у ABC Signature, підрозділі кабельних / потокових передач ABC Studios.
2 березня 2018 року виробництво було офіційно оголошено. Шоуранером та сценаристом назначили Тігелаар, яка також є виконавчим продюсером разом з Відерспун, Вашингтоном, Лорен Нойштадтер та Пілар Савон. Автор роману Інг виступає у ролі продюсера. Серед виробничих компаній, що беруть участь у серіалі, зазначено Hello Sunshine, Simpson Street, ABC Signature Studios. 12 березня 2018 року було оголошено, що Hulu дав замовлення на вісім епізодів. У квітні 2019 року стало відомо, що Лінн Шелтон буде керувати серіалом і виконувати роль виконавчого продюсера. Шелтон померла від захворювання крові незабаром після виходу останнього епізоду серіалу. 13 грудня 2019 року було оголошено, що серіал має вийти 18 березня 2020 року.

### Кастинг
Разом із першим анонсом серіалу повідомлялося, що, окрім посад виконавчих продюсерів серіалу, Різ Візерспун та Керрі Вашингтон були призначені на головні ролі серіалу. У квітні 2019 року Розмарі ДеВітт, Джейд Петтіджон, Джордан Елсасс, Гевін Льюїс, Меган Стотт і Лексі Андервуд приєдналися до акторського складу серіалу. У травні 2019 року Джошуа Джексон також приєднався до акторського складу як чоловік персонажа Візерспун. У червні 2019 року Пол Йен, Хуан Лу та Джефф Стультс отримали другорядні ролі. У липні 2019 року Джеймі Рей Ньюман приєднався до другорядного акторського складу. У вересні 2019 року Обба Бабатунде і Байрон Манн були обрані на другорядні ролі, а АннаСофією Робб, Тіффані Бун, Альона Тал, Меттью Барнс, Енді Фавро, Люком Брейсі та Аніка Ноні Роуз взяли участь як гостьові актори. У жовтні 2019 року Джессі Вільямс, Брітт Робертсон, Крістоффер Полаха, Остін Бейсіс та Реджі Остін приєдналися до додаткового акторського складу серіалу; однак Полаха та Остін так і не були залучені в серіалі.

### Зйомки
Основні зйомки відбувалися у Лос-Анджелесі, Каліфорнія, і тривали з 31 травня по 23 жовтня 2019 року. Зовнішні сцени будинку Ворренів відзняли у Пасадені, а будинку Річардсона — у Генкок-парку.

## Музика
Музику склали Марк Ішам та Ізабелла Саммерс. Офіційний саундтрек до серіалу випустив лейбл Hollywood Records 17 квітня 2020 року, він містив кавер-пісні, записані до драми у виконанні Джудіт Хілл, BELLSAINT, Рубі Аманфу, Лорен Рут Уорд, а також оригінальну пісню, написану Інгрід Майклсон.